# Stomatosema spinellosa
Stomatosema spinellosa är en tvåvingeart som beskrevs av Boris Mamaev och Zaitzev 1998. Stomatosema spinellosa ingår i släktet Stomatosema och familjen gallmyggor.
Artens utbredningsområde är Italien. Inga underarter finns listade i Catalogue of Life.